# Rosan Bosch
Rosan Bosch (født 29. november 1969 i Utrecht) er grundlægger og kreativ direktør for Rosan Bosch Studio i København. Bosch er internationalt kendt for designet af den svenske Vittra Skole Telefonplan og har designet læringsmiljøer for Sheikh Zayed Private Academy i Abu Dhabi, IB-skolen Western Academy of Beijing i Kina og børnehaven Liceo Europa i Spanien.

## Biografi
Rosan Bosch er uddannet fra Hogeschool voor de Kunsten, Utrecht, Holland i 1991. Som led i sin uddannelse tilbragte hun to år på Universitat de Bellas Artes, Barcelona, Spanien. I næsten et årti arbejdede hun som samtidskunstner, inden hun etablerede designstudiet Bosch & Fjord i 2001 med Partner Rune Fjord. Sammen lavede de designet for LEGOs udviklingsafdeling og indretningen af Hjørring Bibliotek. I 2010 etablerede sin nuværende praksis, Rosan Bosch Studio, i København.

### Design af læringsrum
Rosan Bosch er kendt for en progressiv tilgang til design af læringsmiljøer., hvor hun lader form matche funktion. Især indretningen af de svenske Vittra-skoler er internationalt kendte. I stedet for traditionelle klasseværelser fungerer store legetøjslignende møbler som rumdelende installationer, der understøtter differentieret læring.
I 2018 udgav Bosch bogen Designing for a Better World Starts at School, hvor hun introducerede seks designprincipper for differentierede læringsmiljøer.
Metoden prioriterer elevernes læringsbehov i planlægningen af skolerne. Ved at blande kunst, design, arkitektur og leg stimulerer læringsmiljøerne innovativ tænkning og elev-centreret læring, understøtter den pædagogiske indsats og udviklingen af 21st century skills.

### Offentlig taler og rådgiver
Bosch har ofte optrådt som offentlig taler og gæsteunderviser på scener som UNESCOs forum for uddannelse i Mexico, Harvard Graduate School of Education, TED talks og Aprendemos Juntos for den spanske avis El Pais. Som rådgiver for Uddannelsesministeriet i Argentina har hendes tegnestue udviklet retningslinjer for et redesign af landets 22.000 gymnasieskoler som en del af en national skolereform.

### Andet designarbejde
Rosan Bosch er også kendt for sine prisvindende designløsninger for biblioteker, hospitaler, arbejdsrum og udstillinger. Blandt tegnestuens klienter er Børnenes Bibliotek i Billund, børnehospitalet BørneRiget og VELUXs VILLUM Window Collection.

## Udvalgte projekter
- BS KA school Zottegem, Belgien (under konstruktion)
- St. Andrew's Scots School, Buenos Aires, Argentina (2019)
- Western Academy of Beijing, Beijing, Kina (2019)
- Buddinge Skole Arkiveret 12. januar 2022 hos  Wayback Machine, Gladsaxe, Danmark (2019)
- Stengård Skole Arkiveret 12. januar 2022 hos  Wayback Machine, Gladsaxe, Danmark (2019)
- VELUX Collection, Østbirk, Danmark (2018)[11]
- Glasir, Færøerne (2018)
- Liceo Europa, Zaragoza, Spanien (2016)
- Børnenes Bibliotek i Billund, Billund, Danmark (2016)[12]
- Sheikh Zayed Private Academy, Abu Dhabi (2015)
- VILLUM Window Collection, Søborg, Danmark (2015)
- Bornholms Efterskole, Rønne, Danmark (2013)[13]
- Vittra Skole Brotorp, Stockholm, Sverige (2012)
- Vittra Skole Södermalm, Stockholm, Sverige (2012)[14]
- Vittra Skole Telefonplan, Stockholm, Sverige (2011)
- LEGO PMD, Billund, Danmark (2010)